# Megachile inyoensis
Megachile inyoensis là một loài Hymenoptera trong họ Megachilidae. Loài này được Mitchell mô tả khoa học năm 1942.